# 吉首东站
吉首东站位于中华人民共和国湖南省湘西土家族苗族自治州吉首市双塘街道联合村，是张吉怀高速铁路上的一座车站，2021年12月6日随张吉怀高速铁路开通而投入使用，由中国铁路广州局集团张家界车务段管辖，车站距吉首市乾州新区约7.5公里。

## 车站结构
吉首东站站房建筑立面造型由4个巨型结构“玉树”撑起整体，巨柱和屋面连成一体，犹如四棵枝叶繁盛的大树；树冠连成荫，给人以安全温暖之感，衬托出“四平八稳、福荫湘西”的站房设计主题。
吉首东站站房总建筑面积19999平方米，设3座站台、1座进站天桥、1座出站地道。